# Shahrestān-e Rūdbār-e Jonūbī
Shahrestān-e Rūdbār-e Jonūbī (persiska: شهرستان رودبار جنوبی, رودبار جنوبی, رودبار) är en delprovins (shahrestan) i Iran.   Den ligger i provinsen Kerman, i den sydöstra delen av landet, 1 100 km sydost om huvudstaden Teheran.
Delprovinsen hade 105 992 invånare 2016.